# Kommunikationsmodell literarischer Texte
Das Kommunikationsmodell dramatischer, lyrischer und narrativer Texte bezeichnet in der Literaturwissenschaft und Literaturtheorie die vereinfachte, modellhafte grafische Darstellung der für verschiedene literarische Gattungen jeweils typischen Kommunikationsstruktur.
Das Kommunikationsmodell literarischer Texte stellt einen theoretischen Bezugsrahmen für die Textanalyse zur Verfügung, in dem die pragmatische Dimension im Vordergrund steht. Dieses Modell ermöglicht den Einbezug aller Sender und Empfänger in den unterschiedlichen literarischen Gattungen und Texten, die im sowohl werkexternen wie auch werkinternen Bereich an der Kommunikation eines literarischen Werkes beteiligt sind.
Das Kommunikationsmodell dramatischer, lyrischer und narrativer Texte bildet dabei gleichermaßen die vertikale Hierarchisierung der Kommunikationsebenen und die funktionalen Relationen der Einbettung ebenso wie die „horizontale Binnenstruktur des Kommunikationsniveaus“ ab (Kahrmann et al., S. 43).
Mit Hilfe des Kommunikationsmodells literarischer Texte lassen sich grundlegende Gattungsmerkmale lyrischer, dramatischer und narrativer Texte veranschaulichen. In lyrischen Texten artikuliert sich der Autor nicht direkt, sondern delegiert seine Aussagen oder Empfindungen an einen fiktiven Sprecher im Text, das „lyrische Ich“, das einen mehr oder weniger deutlich umrissenen bzw. bestimmten textuellen Adressaten anspricht.
In dramatischen und narrativen Texten wird die Kommunikationsebene der fiktiven Handlung durch den Dialog zwischen den Figuren der Geschichte begründet; die Sender- und Empfängerrollen können auf der Ebene der fiktiven Handlung auch wechseln.
Im Gegensatz zum Drama (vgl. Pfister 1994) ist bei Erzähltexten die Sprechsituation der Figuren in die übergeordnete Kommunikationsebene der vermittelnden erzählerischen Instanz eingebettet, auf der sich der Erzähler an einen ebenfalls fiktiven, häufig im Text direkt angesprochenen Adressaten (fiktiver Leser) wendet.
Von diesen beiden werkinternen fiktionalen Kommunikationsebenen lässt sich die werkexterne Ebene der empirischen Kommunikation unterscheiden, auf der ein realer Autor als Sender und ein realer Leser als Empfänger fungieren.
Die Differenzierung dieser drei unterschiedlichen Kommunikationsebenen ermöglicht es in der literaturwissenschaftlichen bzw. literaturtheoretischen Analyse, die Unterschiede zwischen dem fiktiven Erzähler und dem realen historischen Verfasser sowie zwischen dem fiktiven Leser und dem tatsächlichen empirischen Leser zu verdeutlichen. Ebenso ermöglicht dieses Konzept eine Veranschaulichung der  Einbettung der Kommunikationsebenen in ihrem jeweiligen hierarchischen Abhängigkeits- bzw. Subordinationsverhältnis zueinander.
Der in der Erzähltheorie zuvor unabhängig von kommunikationstheoretischen Überlegungen entwickelte Begriff des Erzählers bzw. der Erzählperspektiven kann im Rahmen der Kommunikationsebenen des narrativen Textes nunmehr systematisch im Hinblick auf seine verschiedenen Funktionen analysiert werden, da er logisch aus den Grundlagen bzw. Voraussetzungen der  Kommunikationstheorie abgeleitet werden kann. Das Kommunikationsmodell narrativer Texte ist insoweit vereinbar mit der Differenzierung zwischen den beiden Ebenen des Erzählten und des Erzählens (vgl. histoire vs. discours). Der Begriff der histoire oder auch der story bezieht sich dabei auf die Gesamtheit der Aspekte, die die Ebene der erzählten Geschichte, d. h. die eingebettete Kommunikationsebene, ausmachen, während der Begriff des discours die Struktur der erzählerischen Vermittlung, d. h. die zweite werkinterne Kommunikationsebene, bezeichnet.
Die in einigen Kommunikationsmodellen literarischer Texte vorgesehene Ebene des impliziten Autors und impliziten Lesers (vgl. Kahrmann et al. und Pfister 1994) ist allerdings konzeptuell der Kommunikationsebene der erzählerischen Vermittlung hierarchisch übergeordnet. Verschiedene Kritiker lehnen dagegen dieses literaturtheoretische Konstrukt ab, weil es sich beim impliziten Autor nicht um einen „Sender“ im Sinne der Kommunikationstheorie handele, sondern einzig um semantische oder formale Aspekte des Gesamttextes. Ebenso wird von diesen Kritiker die hinreichende Nachweisbarkeit einer personalen Differenzierung zwischen implizitem Autor und implizitem Leser grundsätzlich in Frage gestellt.
Auch die realistischen und mimetischen Annahmen bzw. Prämissen, die die Übertragung kommunikationstheoretischer Überlegungen auf die verschiedenen Ebenen und Instanzen literarischer Texte oder Werke beinhaltet bzw. die dem literarischen Kommunikationsmodell zugrunde liegen, werden in der neueren Forschung teilweise kritisch gesehen (vgl. z. B. Fludernik 1993: The Fictions of Language and the Language of Fiction).
Dessen ungeachtet hat sich, wie Nünning ausführt, das Kommunikationsmodell literarischer Texte insbesondere in der Erzähltheorie und der Analyse von Erzähltexten wie auch in der Dramentheorie und der Verdeutlichung der gattungstheoretischen Unterscheidungsmerkmale als heuristisches und didaktisches Hilfsmittel bewährt.